# Polystachya rugosilabia
Polystachya rugosilabia är en orkidéart som beskrevs av Victor Samuel Summerhayes. Polystachya rugosilabia ingår i släktet Polystachya och familjen orkidéer. Inga underarter finns listade i Catalogue of Life.